# Csocsó-sztori
A Csocsó-sztori (eredeti cím: Metegol) 2013-ban bemutatott argentin–spanyol 3D-s számítógépes animációs kalandfilm-vígjáték, amelynek a rendezője Juan José Campanella, a producerei Juan José Campanella, Mercedes Gamero, Gastón Gorali, Mikel Lejarza, Jorge Estrada Mora és Manuel Polanco, az írói Juan José Campanella, Gastón Gorali és Eduardo Sacheri, a zeneszerzője Emilio Kauderer.
A mozifilm a 100 Bares, az Antena 3 Films, a Catmandu Branded Entertainment, a JEMPSA és a Prana Studiosor gyártásában készült, az Universal Pictures International forgalmazásában jelent meg.
Argentínában 2013. július 13-án mutatták be, Magyarországon 2015. március 5-én.

## Szereplők
| Szereplő      | Eredeti hang                 | Magyar hang                  |
| ------------- | ---------------------------- | ---------------------------- |
| Amadeo        | David Masajnik (felnőttként) | Varju Kálmán (felnőttként)   |
| Amadeo        | Natalia Rosminati (fiatalon) | Jakab Márk (fiatalon)        |
| Cséká         | Pablo Rago                   | Csőre Gábor                  |
| Laura         | Lucía Maciel                 | Pálmai Anna (felnőttként)    |
| Laura         | Lucía Maciel                 | Nemes Takách Kata (fiatalon) |
| Öcsi          | Horacio Fontova              | Sarádi Zsolt                 |
| Beto          | Fabián Gianola               | Ganxsta Zolee                |
| Ász           | Diego Ramos (felnőttként)    | Rajkai Zoltán (felnőttként)  |
| Ász           | Mariana Otero (fiatalon)     | Gacsal Ádám (fiatalon)       |
| Lisandro      | Miguel Ángel Rodríguez       | Welker Gábor                 |
| Menedzser     | Coco Sily                    | Faragó András                |
| Malparitti I  | Ezequiel Cipols              | Géczi Zoltán                 |
| Malparitti II | Gabriel Almirón              | Mészáros Béla                |
| Córdobai      | Federico Cecere              | Debreczeny Csaba             |
| Park Lee      | Roberto Kim                  | Takátsy Péter                |
| Varas         | Marcos Mundstock             | Gados Béla                   |
| Maty          | Natalia Rosminati            | Nagy Gereben                 |
| Igor          | Igor Samoilov                | Kardos Róbert                |
| Armando       | Juan José Campanella         | Galkó Balázs                 |
| Eusebio       | Juan José Campanella         | Barbinek Péter               |
| Saláta        | Juan José Campanella         | Nagy Dániel Viktor           |
| Kommentátor   | TBA                          | Gundel Takács Gábor          |